# Agenzia per la coesione territoriale
L'Agenzia per la coesione territoriale è stata una agenzia pubblica italiana, vigilata direttamente dal Presidente del Consiglio dei Ministri, che aveva l'obiettivo di sostenere, promuovere ed accompagnare programmi e progetti per lo sviluppo e la coesione territoriale.
Era stata istituita ai sensi dell'art. 10 del decreto legge 101/2013, acquisendo parte delle funzioni del soppresso Dipartimento per lo sviluppo e la coesione economica. Per effetto degli artt. 50-51 del decreto legge 13/2023, è stato avviato il processo della sua soppressione e contestuale trasferimento delle relative funzioni, risorse e strumenti alla Presidenza del Consiglio dei ministri. 
L'Agenzia forniva supporto all'attuazione della programmazione comunitaria e nazionale (cicli 2007-2013, 2014-2020 e 2021-2027), attraverso azioni di accompagnamento alle amministrazioni centrali (ministeri e ANPAL) e regionali titolari di programmi operativi e agli enti beneficiari degli stessi, oltre ad attività di monitoraggio e verifica degli investimenti e di supporto alla promozione e al miglioramento della progettualità e della qualità, della tempestività, dell'efficacia e della trasparenza delle attività di programmazione e attuazione degli interventi.

## Evoluzione storica
Nel 1998 fu istituito il Dipartimento per le politiche di sviluppo e di coesione (DPS) nell'ambito del Ministero del tesoro, del bilancio e della programmazione economica, con l'obiettivo istituzionale di realizzare, in attuazione dell'art. 119 comma 5 della Costituzione, gli interventi volti al riequilibrio economico-sociale e allo sviluppo economico delle aree sottoutilizzate del Paese.
Nel 2006, ridenominato Dipartimento per lo sviluppo e la coesione economica, fu incardinato nel Ministero dello sviluppo economico: ne furono riorganizzate la struttura e le funzioni e fu posto in avvalimento ai Ministri per la coesione territoriale (senza portafoglio) cui tale delega è stata conferita.
Nel 2013 il Dipartimento è stato soppresso: la maggior parte delle sue funzioni è stata trasferita all'Agenzia per la coesione territoriale, mentre la restante parte al nuovo Dipartimento per le politiche di coesione presso la Presidenza del Consiglio dei ministri.
Nel 2023 è stato avviato il processo di soppressione e contestuale trasferimento di funzioni, risorse e strumenti alla Presidenza del Consiglio dei ministri. e a decorrere dal 1º dicembre 2023 è stata definitivamente soppressa.

## Organizzazione
L'Agenzia era guidata dal Direttore generale, nominato per tre anni con decreto del Presidente del Consiglio, affiancato dal Comitato direttivo e dal Collegio dei revisori dei conti. Si articolava in due aree di livello dirigenziale generale (Programmi e procedure e Progetti e strumenti), 19 uffici di livello dirigenziale non generale (di cui 5 uffici di staff, a due dei quali sono attribuite le funzioni di autorità di gestione dei programmi operativi nazionali affidati all'Agenzia) e il Nucleo di verifica e controllo (NUVEC). Le attività istituzionali erano svolte anche attraverso comitati previsti dall'Accordo di partenariato e task force.

## Riferimenti normativi
- Art. 10 del Decreto-legge 31 agosto 2013, n. 101 - Disposizioni urgenti per il perseguimento di obiettivi di razionalizzazione nelle pubbliche amministrazioni.